# Loče, Brežice
Loče este o localitate din comuna Brežice, Slovenia, cu o populație de 231 de locuitori.